# Dacrydium ericioides
Dacrydium ericioides (також трапляється написання Dacrydium ericoides) — вид хвойних рослин родини подокарпових.

## Поширення, екологія
Країни поширення: Малайзія (Саравак). Цей вид локально поширений у первинних мохових лісах на відкритих гірських хребтах між 1000 м і 2200 м над рівнем моря, здається, обмежуючись ультраосновними ґрунтами.

## Використання
Використання не зафіксовано цього рідкісного виду.

## Загрози та охорона
Цей вид відомий тільки з п'яти пунктів, де він є локально поширеним. Ліс, який є середовищем проживання виду, як правило, не є основним для лісозаготівлі, а якість лісу з цієї точки зору невелика на відкритих гірських хребтах. Ніякі інші загрози не були визначені. D. ericioides росте, принаймні, в межах одної природоохоронної території (Гунунг Муруд).